# 長野県道12号丸子信州新線

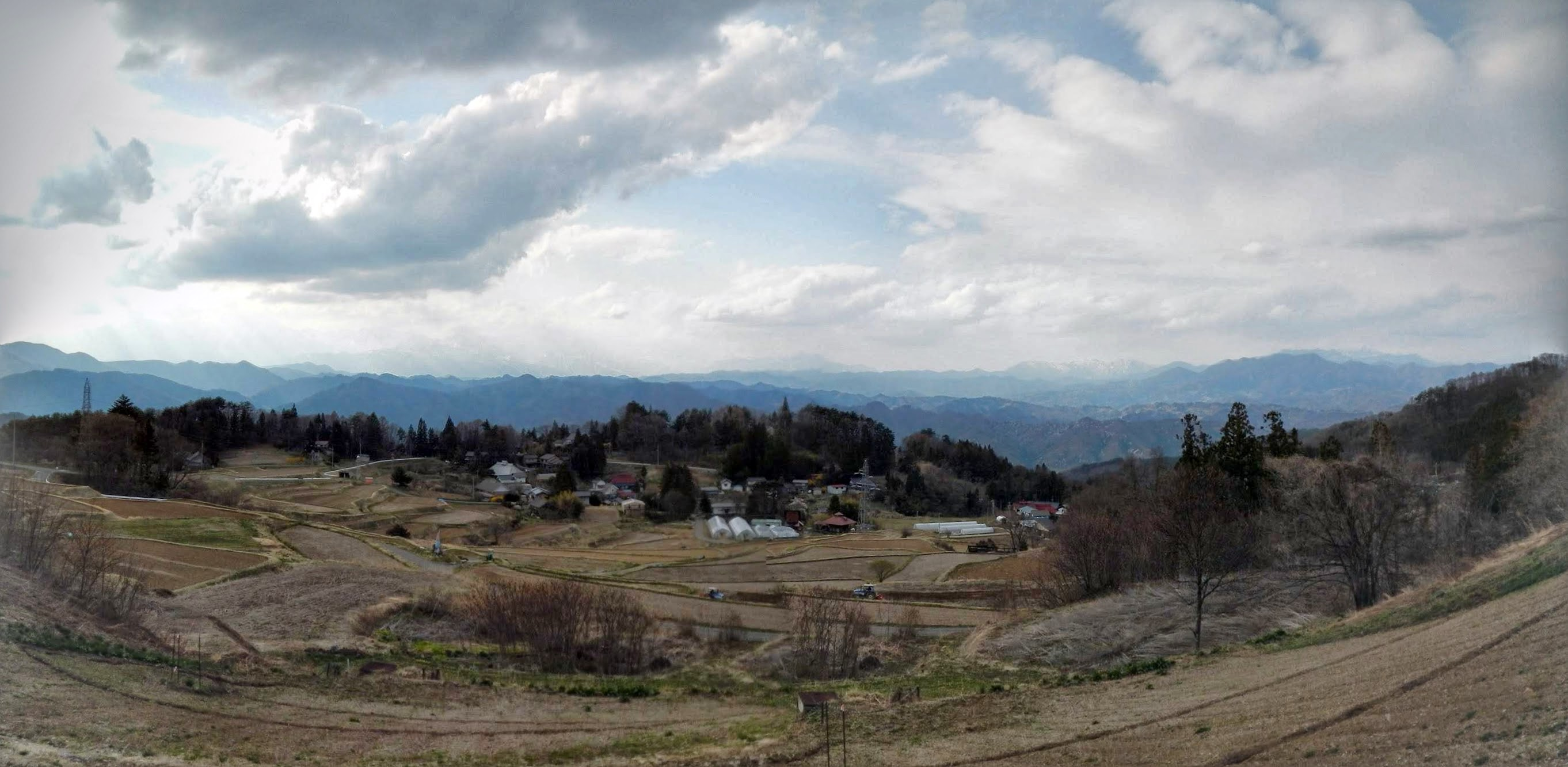
同道路からの風景。長野市大岡中牧の集落。

長野県道12号丸子信州新線（ながのけんどう12ごう まるこしんしゅうしんせん）は、長野県上田市から長野市を結ぶ県道（主要地方道）である。

## 概要
上田市鹿教湯温泉（旧小県郡丸子町西内）の国道254号交点から長野市信州新町新町の国道19号を結ぶ。
県道周辺には温泉地が点在する。上田市・青木村間および長野市内は道幅が狭い。

### 路線データ
- 路線認定[1]
  - 起点：上田市（認定変更前は小県郡丸子町）
  - 終点：長野市信州新町（認定変更前は上水内郡信州新町）
  - 重要な経過地：小県郡青木村、東筑摩郡麻績村
- 道路の区域[2]
  - 起点：上田市西内字土合1242番の1地先（国道254号交点）
  - 終点：長野市信州新町字裏沖33番の1地先（国道19号交点）
  - 実延長距離：54.0486 km
- 道路法第7条第1項該当号：1号[3]

## 歴史
- 1959年（昭和34年）8月1日：長野県道根尾信州新線、麻績停車場弘法線、沓掛青木線の認定[4]。
- 1966年（昭和41年）1月13日：長野県道松本埴生線を更埴明科線へ変更[5]。
- 1966年（昭和41年）8月11日：長野県道別所神畑線を鹿教湯別所上田線へ変更[6]。
- 1971年（昭和46年）6月26日：鹿教湯別所上田線の一部（起点 - 上田市野倉）、青木沓掛線（ - 小県郡青木村大字田沢原久保）、更埴明科線の一部（ - 青木村大字田沢弘法）、麻績停車場弘法線の一部（ - 東筑摩郡麻績村麻）、根尾信州新線（ - 終点）を主要地方道丸子信州新線に指定[7]。
- 1972年（昭和47年）9月11日 : 長野県道丸子信州新線を認定[8]。
- 1993年（平成5年）5月11日 - 建設省から、県道丸子信州新線が丸子信州新線として主要地方道に再指定される[9]。

## 路線状況

### 重複区間
- 長野県道177号鹿教湯別所上田線（上田市西内鹿教湯 - 上田市野倉）
- 国道143号（小県郡青木村田沢 地内）
- 長野県道55号大町麻績インター千曲線（東筑摩郡筑北村坂井 - 東筑摩郡麻績村麻本町・本町交差点）
- 長野県道395号川口田野口篠ノ井線（長野市大岡甲 - 長野市大岡中牧）

## 地理

### 通過する自治体
- 上田市
- 小県郡青木村
- 東筑摩郡筑北村、麻績村
- 長野市

### 交差する道路
- 国道254号（上田市西内・鹿教湯交差点、起点）
- 長野県道177号鹿教湯別所上田線（上田市野倉）
- 長野県道181号下奈良本豊科線（小県郡青木村奈良本）
- 国道143号（小県郡青木村田沢）
- 長野県道172号田沢中挟線（小県郡青木村田沢）
- 国道143号（小県郡青木村田沢）
- 長野県道273号真田新田線（東筑摩郡筑北村坂井）
- 長野県道55号大町麻績インター千曲線（東筑摩郡筑北村坂井）
- 国道403号（長野県道55号大町麻績インター千曲線 重複）（東筑摩郡麻績村麻本町・本町交差点）
- 長野県道395号川口田野口篠ノ井線（長野市大岡甲）
- 長野県道395号川口田野口篠ノ井線（長野市大岡中牧）
- 長野県道390号小峰稲荷山線（長野市信州新町牧田中）
- 国道19号（長野市信州新町・新町交差点、終点）

### 主な峠
- 修那羅峠（標高914 m）[10]：東筑摩郡筑北村・小県郡青木村

### 温泉地
県道周辺にはいくつかの温泉地が点在する。
- 上田市 - 鹿教湯温泉、大塩温泉、霊泉寺温泉、別所温泉
- 青木村 - 沓掛温泉、田沢温泉
- 筑北村 - 草湯温泉
- 長野市 - 大岡温泉